# 曹杰 (1896年)
曹杰（1896年—1995年1月15日），又名士彬，男，安徽省屯溪县（今黄山市）人，中国民主革命家，中华民国法学家、法官，中华人民共和国官员。

## 生平
曹杰1896年生于安徽省屯溪县。1921年毕业于北京大学法律系。早年追随孙中山，投身民主革命，是中国国民党第一、三次代表大会代表。曾任国民政府浙江金华地方法院、湖北汉口地方法院、山东高等法院推事、民庭庭长等职务。
1933年9月起，历任上海复旦大学、法政大学、东吴大学法学院教师、教授。1934年9月，被东吴大学法学院聘为专任民法教授，一直任至1949年11月调到中央人民政府司法部任司长，在东吴大学任教16年。
第二次国共内战时期，曹杰支持学生参加反对内战的爱国民主运动。他还是上海大学教授联谊会会员。当时，曹杰住在东吴大学法学院后排的家属宿舍区内，曹杰之子曹奇峰、儿媳胡令升以及曹杰妻子马璞的侄女马问清都是中国共产党地下党员，常在曹杰家秘密开会。每次曹杰夫妇都作妥善安排并招待大家吃饭。1948年，东吴大学法学院的中共地下党员佘贵林负责出版刊物，中国国民党特务一天来到东吴大学法学院抓捕佘贵林，佘贵林逃到曹杰家躲藏，后来从曹杰家去苏北解放区。
1949年，九三学社的孙大雨、陈仁炳、孟宪章等人研究了国际形势，由孙大雨起草了一份《我们对于世界和平的意见》，刊登在1949年4月22日《大公报》。该《意见》发表前，征求到上海、南京、苏州、杭州文教、工商界等人员签名，曹杰是签名者之一。
中华人民共和国成立后，1949年11月起，历任中央人民政府司法部（1954年改为中华人民共和国司法部）第二司司长、公证律师司司长、法律宣传司司长、法令编纂司司长等职。1959年8月25日，第91次国务院全体会议任命曹杰为国务院参事。他还加入中国民主同盟，任中国民主同盟北京市委委员。
1959年9月6日，国务院总理周恩来在北京饭店会见阿富汗副首相，曹杰和其他三位国务院参事作陪。1960年代，曹杰曾和其他国务院参事一道赴河南、上海等地视察，并且在会议上汇报视察情况。曹杰通晓英语、日语，在北京工作和生活期间，还自学俄文七年，后来能从事翻译。
1995年1月15日，曹杰在北京逝世，享年99岁。骨灰安放在八宝山革命公墓。

## 著作
专著
- 曹杰，民法判解研究，上海法学书局，1934年
- 曹杰，中国民法物权论，上海商务印书馆，1937年（“大学丛书”本）[9][4]
  - 曹杰，中国民法物权论，上海商务印书馆，1938年（再版）
  - 曹杰，中国民法物权论，中国方正出版社，2004年
- 曹杰，强制执行法（上海法政学院讲义）
- 曹杰，强制执行法讲义，上海法学编译社，1934年（第一版）
  - 曹杰，强制执行法讲义，上海法学编译社，1937年（第三版）
- 曹杰，公司法理由注释合纂，中华书局，1936年
- 曹杰，中国民法亲属编论，会文堂新论书局，1935年
  - 曹杰，中国民法亲属编论，上海法学编译社，1936年（第一版）
  - 曹杰，中国民法亲属编论，上海法学编译社，1939年（第三版）
- 曹杰，中国民法亲属论，上海法学编译社，1946年（新一版）
- 曹杰，民法判解研究，上海法学书局，1934年
- 曹杰、张正学，民法总则注释，上海商务印书馆，1937年（第一版）
  - 曹杰、张正学，民法总则注释，上海商务印书馆，1947年（第五版）
  - 曹杰、张正学，民法总则注释，上海商务印书馆，1948年（第六版）[4]

论文
- 论民法上规定之物（1931年）
- 论强制拍卖之担保责任（1933年）
- 论民法上规定之孳息（1933年）[9][4]
- 起诉与中断时效，法律评论1933年第10卷第32期
- 民法亲属编之收养（1933年）
- 论民法上规定之孳息（1933年）
- 民法上指定继承（1934年）[4]

## 家庭
- 岳父：马昭懿，中华民国官员、律师。[1]其长子为马义述（赞明），毕业于北京大学法律系（曹杰是其同班同学），中华民国时期曾任上海、浙江、湖南高等法院推事、庭长等职。其次子为马义廉。[1]
- 妻：马璞。马昭懿之女。[1]
- 子：曹奇峰。第二次国共内战时期，在上海秘密参加中共地下党组织。[1][4]
- 儿媳：胡令升，曹奇峰之妻。[4]《工人日报》编辑，因癌症早逝。留下两女：长女曹佐雅、次女胡舒立。